# Narval (Q4)
El sumergible Narval fue un buque pionero de la Marine Nationale francesa. Diseñado por el ingeniero naval militar Maxime Laubeuf y construido a finales del siglo XIX, fue la respuesta a una competencia establecida por el Almirantazgo francés; con varias características revolucionarias marcó el patrón en el desarrollo y construcción de submarinos durante los siguientes 50 años. Los submarinos de estilo Laubeuf pronto inspiraron los diseños de los submarinos alemanes, italianos y japoneses y fueron un fuerte competidor de los tipos Clase Holland. 
Cabe destacar que uno de sus colaboradores era el ingeniero de origen español Raymondo Lorenzo D´Equivelley Montjustin, que más tarde diseñó y consiguió que se construyeran en Alemania el prototipo Forelle y la serie de tres sumergibles construidos por Germaniawerft para la Armada Imperial Rusa clase Karp del que derivó el primer sumergible de combate alemán, el Submarino SM U-1.

## Antecedentes
Durante el siglo XIX, la marina francesa fue pionera en el diseño de submarinos. Desde el primer submarino práctico, el Nautilus de Robert Fulton, en 1800, y el primero de propulsión mecánica, el Plongeur (Q00), en 1863, Francia había mostrado un gran interés en los submarinos como una forma de contrarrestar la superioridad naval de su vecino más cercano, el Reino Unido.
En 1886, Francia había construido el Gymnote (Q1), el primer submarino de propulsión eléctrica, que resolvía el problema de un sistema de propulsión submarino fiable. A esto le siguió el Sirene , una versión ampliada del Gymnote (y rebautizada como Gustave Zédé en 1891 en honor a su diseñador), y el Morse (Q3), con un casco de aleación de bronce experimental.
Todos estos y todos los submarinos de la época adolecían de dos grandes inconvenientes; las características óptimas para operar bajo el agua eran desventajas en la superficie. El casco de presión redondeado, diseñado para resistir mejor la presión del agua mientras estaba sumergido, era poco práctico en la superficie y los primeros submarinos eran navegantes erráticos. La propulsión eléctrica, segura y eficiente bajo el agua, resultó en un alcance y velocidad limitados en la superficie, restringiendo al buque a operaciones cerca de la costa. Eran estas dos desventajas que Laubeuf buscaba superar.

## Diseño
En 1896, a instancias del ministro de marina Édouard Lockroy el almirantazgo francés convocó un concurso abierto para un nuevo diseño de un torpilleur submersible  especificando un buque de no más de 200 ton, con un alcance navegando en superficie de 100 mn y una velocidad de 12 nudos, y sumergido de 10 mn a 8 nudos. Se recibieron 19 diseños (algunas fuentes indican 29), de los cuales el Narval de Laubeuf ganó sin lugar a dudas.
En si, Laubeuf diseñó un torpedero que podía sumergirse para realizar su ataque o evitar ser detectado, pero que en otras ocasiones podía ser al menos tan apto para navegar como un torpedero convencional. 
Para abordar el problema del manejo del casco de presión en la superficie, Laubeuf utilizó un diseño de doble casco, encerrando el casco de presión redondeado (que alojaba la tripulación y la maquinaria) en un casco exterior más en forma de barco (torpedero), que no estaba presurizado; el espacio entre los dos cascos alojaba los tanques de lastre, y de combustible que no requerían presurización, o simplemente se dejaban abiertos al agua cuando estaban sumergidos. Esto dio lugar a una forma hidrodinámica que condujo a un mejor manejo en la superficie.
Debido a la falta de alcance y velocidad en superficie dada por el sistema de propulsión submarina, Laubeuf adoptó un enfoque similar, proporcionando plantas de energía separadas para la propulsión en superficie y sumergida. Continuó con el motor eléctrico para operar bajo el agua, pero agregó un motor más eficiente para navegar en superficie que conllevaba la ventaja adicional de permitir que las baterías eléctricas se recargaran durante la navegación en superficie a través de dínamos movidas por la máquina de superficie. Este enfoque se había utilizado antes; en el Resurgam George Garret en 1878 había utilizado una máquina de vapor en superficie que a su vez servía para presurizar el vapor para impulsarlo bajo el agua; su socio Thorsten Nordenfelt había continuado con este enfoque con sus submarinos Nordenfelt mientras que, en los Estados Unidos, el contemporáneo de Laubeuf, John Philip Holland  para la propulsión en superficie de su serie de submarinos, había utilizado un motor de gasolina combinado con uno eléctrico cuando estaba sumergido como en su primer ejemplo, el USS Holland (SS-1) .
Laubeuf rechazó el motor de gasolina por considerarlo demasiado peligroso por sus vapores volátiles para su uso en espacios cerrados, y optó por un motor de vapor de la firma H. Brulé et Cie. de 225 CV con una caldera tubular Adolphe Seigle, combinada con un motor eléctrico doble Hillairet-Huguet de 86 voltios. Esto, y la forma mejorada del casco, ofrecían un alcance en superficie y una velocidad de 345 mn a 8,8 nudos, con una velocidad máxima de 9,8 nudos, y un alcance en inmersión de 58 mn a 2,8 nudos, con un máximo de 5,3 nudos, con el que el Almirantazgo quedó satisfecho. La forma de su casco también le dio una cómoda reserva de flotabilidad, alrededor del 42 %, en comparación con la de los sumergibles de un solo casco de Holland, que se mantuvo en un 2-3 %.
Con su torre de mando fija, que se elevaba desde el centro de la superficie plana superior del casco, y un periscopio, el primer submarino en estar así equipado; la apariencia del Narval fue la precursora de todos los submarinos que le seguirían.

## Historial de servicio
El Narval fue encargado por la armada francesa el 6 de enero de 1898 y puesto en grada en el Arsenal de Cherburgo el 23 de noviembre del mismo año; siendo botado el 21 de octubre de 1899 y finalizado el 26 de ese mes. Comenzó a realizar pruebas y efectuó su primera inmersión el 3 de febrero de 1900. Al término de las pruebas, el 26 de junio de 1900 le asignaron el numeral Q4.
El 1 de junio de 1901, se integró a la 1.ª flotilla de los Submarinos del Canal y permaneció en servicio hasta ser dado de baja el 27 de enero de 1909 y desarmado el 9 de marzo de 1909; su casco se mantuvo como tanque de petróleo en Cherburgo. El 2 de junio de 1920, fue vendida para su desguace. 
La principal (e importante) desventaja de Narval fue su tiempo de buceo; la tarea de apagar la caldera de vapor y dejar que se enfriara antes de sumergirse generó un retraso de hasta 21 minutos; si bien esto se redujo a 12 minutos más tarde en la carrera del Narval, y Laubeuf lo redujo aún más en diseños posteriores, siguió siendo un inconveniente en los sumergibles propulsados a vapor, que solo se solucionó cuando se desarrolló un motor diésel adecuado para submarinos a principios del siglo XX.
El Narval fue la plantilla para una serie de submarinos diseñados por Laubeuf, construidos por y para la Marine Nationale, y su diseño de doble casco y  sistemas de propulsión, descrito como "que hace época"  siendo ampliamente adoptado por otros diseñadores franceses y marcando tendencia en la mayoría de diseños para las principales armadas. Estableció el estándar en el diseño de los submarinos utilizados durante las dos guerras mundiales y así se mantuvo hasta la aparición del submarino nuclear con casco en forma de lágrima de la década de 1950.